# 科盧馬火山
科盧馬火山是玻利維亞的火山，位於該國西部，屬於安第斯山脈的一部分，由奧魯羅省負責管轄，海拔高度3,876米，火山口直徑3至4公里，最近一次火山噴發在全新世發生。

## 外部連結
- Cerro Colluma Volcano （页面存档备份，存于）